# Aleksiej Gubariew
Aleksiej Aleksandrowicz Gubariew, ros. Алексей Александрович Губарев (ur. 29 marca 1931 we wsi Gwardiejcy w obwodzie kujbyszewskim, zm. 21 lutego 2015 w Moskwie) – radziecki generał major lotnictwa, doktor nauk technicznych, kosmonauta radziecki, Lotnik Kosmonauta ZSRR.

## Wykształcenie i służba wojskowa
Po zakończeniu nauki w szkole średniej wstąpił w 1950 do Morskiej Szkoły Techników Lotnictwa, ale po krótkim czasie przeniósł się do wojskowej szkoły lotniczej o profilu minersko-torpedowym, którą ukończył w 1952.
- grudzień 1952 – rozpoczął służbę w armii jako pilot. Latał na samolotach Ił-28 w oddziałach radzieckich stacjonujących w Chinach. Brał również udział w przygotowaniach do działań bojowych na terenie Korei. Później m.in. dowodził eskadrą w pułku lotniczym Floty Oceanu Spokojnego. W mieście Nikołajew nad Morzem Czarnym przeszedł szkolenie w centrum przygotowań dla pilotów lotnictwa morskiego. Tam opanował pilotaż samolotu Tu-16.
- 1961 – ukończył Akademię Sił Powietrznych, później został dowódcą eskadry samolotów Ił-28 wchodzącej w skład Floty Czarnomorskiej.
- wrzesień 1981 – po opuszczeniu oddziału kosmonautów był mianowany zastępcą naczelnika Państwowego Instytutu Naukowo-Badawczego Sił Powietrznych (ГКНИИ ВВС).
- 21 czerwca 1988 – rozkazem Ministerstwa Obrony ZSRR został zwolniony z armii i przeniesiony do rezerwy.

Latał również na samolotach Jak-18, Tu-2, Ił-28m i Ł-29. Wylatał w swojej karierze blisko 1500 godzin.
Opublikował dwie książki oraz kilkanaście prac naukowych.

## Kariera kosmonauty i służba w Centrum Przygotowań Kosmonautów.
- 1962 – złożył raport o przyjęcie do oddziału kosmonautów i pomyślnie przeszedł wszelkie badania lekarskie.
- 10 stycznia 1963 – został członkiem drugiej grupy kosmonautów radzieckich.
- 1963–1965 – przeszedł dwuletni cykl ogólnych przygotowań do lotu w kosmos.
- styczeń 1965 – Gubariew po zakończonym szkoleniu został przydzielony do zespołu kosmonautów, którzy trenowali do lotu w ramach wojskowych programów kosmicznych.
- maj 1966 – styczeń 1968 – razem z innymi kosmonautami przygotowywał się do lotu na wojskowym badawczym statku kosmicznym Sojuz WI (Союз-ВИ) – inne oznaczenie 7K-WI „Zwiezda” (7К-ВИ „Звезда”). Program ten ostatecznie nie wszedł w fazę realizacji.
- 1969–1971 – z grupą innych kosmonautów a później z Władimirem Fartusznym szkolił się w ramach programu Kontakt (cumowanie na orbicie statków kosmicznych w ramach przygotowań do radzieckiego załogowego lotu na Księżyc).
- 1971 – dowodził jedną z rezerwowych załóg przygotowywanych w ramach programu Salut (DOS-1). Razem z nim w załodze znaleźli się: Witalij Siewastjanow oraz Anatolij Woronow. W sierpniu 1971 wszystkie załogi zostały rozformowane z uwagi na katastrofę Sojuza 11 w czerwcu 1971.
- 1971–1973 – dowodził rezerwową załogą przygotowywaną do lotu na stacje kosmiczne: DOS-2 (uległa awarii w czasie startu rakiety Proton 29 lipca 1972) oraz DOS-3 (awaria stacji na orbicie – oficjalnie podano, że był to Kosmos 557). Szkolił się razem z Gieorgijem Grieczką.
- wrzesień 1973 – ponownie z Gieorgijem Grieczką byli dublerami podstawowej załogi statku kosmicznego Sojuz 12.
- grudzień 1973 – w tym samym składzie załogi został wyznaczony na dowódcę pierwszej podstawowej wyprawy na stację kosmiczną Salut 4 (DOS-4).
- 10 stycznia – 9 lutego 1975 – uczestniczył w locie statku kosmicznego Sojuz 17. Załoga przez 4 tygodnie pracowała na pokładzie stacji Salut 4.
- marzec 1976 – rozpoczął przygotowania, jako dowódca podstawowej załogi odwiedzającej (lot krótkotrwały), do lotu na stację kosmiczną Salut 6.
- grudzień 1976 został włączony do międzynarodowej załogi razem z Vladimírem Remkiem (Czechosłowacja).
- 2–10 marca 1978 – po raz drugi poleciał w kosmos razem Vladimírem Remkiem na statku kosmicznym Sojuz 28. Była to pierwsza międzynarodowa załoga programu Interkosmos.
- 1 września 1981 – rozkazem dowództwa lotnictwa, z uwagi na stan zdrowia, Gubariew został zwolniony z oddziału kosmonautów.

## Loty załogowe
- „Sojuz 17”

10 stycznia 1975 statek kosmiczny Sojuz 17 wystartował z kosmodromu Bajkonur w kierunku stacji kosmicznej Salut 4. Na jego pokładzie była dwuosobowa załoga: dowódca Aleksiej Gubariew oraz inżynier pokładowy Gieorgij Grieczko. Dwa dni później, 12 stycznia kosmonauci przycumowali do Saluta 4 i przeszli na jego pokład. Byli pierwszą stałą załogą tej stacji. Głównym zadaniem kosmonautów poza przetestowaniem systemów nowej stacji było przeprowadzenie badań astrofizycznych, dlatego też oba pojazdy znalazły się na wysokiej ponad 350 km orbicie. Załoga przeprowadziła również całą serię eksperymentów z dziedziny astronomii, w tym obserwacje Słońca, Ziemi i innych planet. Kosmonauci naprawili na orbicie lustro teleskopu, a po naprawie tej awarii wypracowali metodę ręcznego sterowania tym urządzeniem. Podczas całego lotu szczególną uwagę poświęcono również badaniom medycznym oraz ćwiczeniom fizycznym kosmonautów. Podczas ćwiczeń na ruchomej bieżni (byli do niej przypięci za pomocą specjalnych szelek) przeszli ponad 100 km, a przebiegli ponad 150 km. Po wykonaniu zadań 9 lutego 1975 pomyślnie wylądowali ok. 100 km od Celinogradu.
- „Sojuz 28”

Był dowódcą pierwszego lotu załogowego realizowanego w ramach międzynarodowego programu Interkosmos. W dniu 2 marca 1978 wystartował na pokładzie statku kosmicznego Sojuz 28 razem z obywatelem ówczesnej Czechosłowacji Vladimírem Remkiem. Dzień po starcie Sojuz 28 połączył się ze stacją kosmiczną Salut 6, na pokładzie której pracowało dwóch kosmonautów z załogi długotrwałej – Jurij Romanienko oraz Gieorgij Grieczko. Podczas wspólnego lotu załoga przeprowadziła na orbicie szereg eksperymentów naukowo-technicznych oraz biologiczno-medycznych. Były to m.in.: doświadczenia z piecem Morava służącym do przetapiania różnych stopów, badanie wpływu lotu kosmicznego na zawartość tlenu w ludzkich tkankach czy hodowanie w stanie nieważkości glonów chlorella. 10 marca 1978 kapsuła Sojuza 28 pomyślnie osiadła w odległości około 300 km na zachód od Celinogradu w Kazachstanie.

## Po opuszczeniu armii
Po przejściu w 1988 do rezerwy pracował jako zastępca dyrektora przedsiębiorstwa transportowego w miejscowości Szczełkowo w obwodzie moskiewskim. W 1998 przeszedł na emeryturę.
Zmarł 21 lutego 2015 roku. Został pochowany na Federalnym Cmentarzu Wojskowym.

## Odznaczenia i nagrody
- Medal „Złota Gwiazda” Bohatera Związku Radzieckiego – dwukrotnie (1975, 1978)
- Order Lenina – dwukrotnie (1975, 1978)
- Medal „Za zasługi w podboju kosmosu” (2011, Rosja)[3]
- Medal „Złota Gwiazda” Bohatera Czechosłowacji (1978)
- Order Klementa Gottwalda (1978)
- Złoty Medal im. Konstantina Ciołkowskiego przyznany przez Akademię Nauk ZSRR
- Złoty Medal im. Jurija A. Gagarina przyznany przez FAI
- Universal Astronaut Insignia za lot orbitalny (nr 74, pośmiertnie) – Stowarzyszenie Uczestników Lotów Kosmicznych (Association of Space Explorers(inne języki))[4]

## Wykaz lotów
| Loty kosmiczne, w których uczestniczył Aleksiej A. Gubariew             | Loty kosmiczne, w których uczestniczył Aleksiej A. Gubariew | Loty kosmiczne, w których uczestniczył Aleksiej A. Gubariew | Loty kosmiczne, w których uczestniczył Aleksiej A. Gubariew | Loty kosmiczne, w których uczestniczył Aleksiej A. Gubariew | Loty kosmiczne, w których uczestniczył Aleksiej A. Gubariew |
| №                                                                       | Data startu                                                 | Data lądowania                                              | Statek kosmiczny                                            | Funkcja                                                     | Czas trwania                                                |
| ----------------------------------------------------------------------- | ----------------------------------------------------------- | ----------------------------------------------------------- | ----------------------------------------------------------- | ----------------------------------------------------------- | ----------------------------------------------------------- |
| 1                                                                       | 10 stycznia 1975                                            | 9 lutego 1975                                               | «Sojuz 17»                                                  | Dowódca                                                     | 29 dni 13 godzin 19 minut i 45 sekund                       |
| 2                                                                       | 2 marca 1978                                                | 10 marca 1978                                               | «Sojuz 28»                                                  | Dowódca                                                     | 7 dni 22 godziny 16 minut i 30 sekund                       |
| Łączny czas spędzony w kosmosie – 37 dni 11 godzin 36 minut i 15 sekund |                                                             |                                                             |                                                             |                                                             |                                                             |